# 발터 벤야민
발터 벤야민(독일어: Walter Bendix Schönflies Benjamin, 1892년 7월 15일 ~ 1940년 9월 27일)은 유대계 독일인으로 마르크스주의자이자 문학평론가이며 철학자이다. 그는 게르숌 숄렘의 유대교 신비주의와 베르톨트 브레히트로부터 마르크시즘의 영향을 크게 받았으며 또한 비판이론의 프랑크푸르트 학파와도 관련이 있다.

## 주요 저작

### 생전에 나온 작품
- 《Begriff der Kunstkritik in der deutschen Romantik.》 Verlag A. Francke, Bern 1920, 111s.
  - 《독일 낭만주의에서의 예술비평 개념》, 1920년, 박사학위 논문
- 《Charles Baudelaire, Tableaux Parisiens. Deutsche Übertragung mit einem Vorwort über die Aufgabe des Übersetzers》, französisch und deutsch, Verlag von Richard Weißbach, Heidelberg 1923, XVII+67s.
  - 《보들레르의 파리》, 조형준 옮김, 새물결 펴냄, 2008
- 《Einbahnstraße.》 Rowohlt, Berlin 1928, 83s.
  - 《일방통행로》새물결, 조형준 옮김, 2007년
- 《Ursprung des deutschen Trauerspiels. Rowohlt, Berlin 1928, 258s.
  - 《독일 비애극의 원천》, 최성만 김유동 옮김, 한길사 펴냄, 2009년, 교수자격 제출 논문,
- 《Deutsche Menschen. Eine Folge von Briefen》. Auswahl und Einleitungen von Detlef Holz [Pseudonym]. Vita Nova Verlag, Luzern 1936, 116s, Auflage: 500 Expl.
  - 《독일인들, 일련의 편지들》, 1936년, 서간 선집,

### 주요 개별 출간물
- 《Zur Kritik der Gewalt.》 In: Archiv für Sozialwissenschaften und Sozialpolitik. 1921
  - 《폭력비판을 위하여》, (pdf 보관됨 2012-10-29 - 웨이백 머신)
- 《Goethes Wahlverwandtschaften.》 In: Neue Deutsche Beiträge. 1924/1925
  - 《괴테의 친화력》, 1924년, 에세이
- 《Moskauer Tagebuch》, 1926/27
  - 《발터 벤야민의 모스크바 일기》그린비, 김남시 옮김, 2005년
- 《Der Surrealismus》 In: Die literarische Welt. 1929
  - 《초현실주의》
- 《Zum Bilde Prousts》 In: Die literarische Welt. 1929
  - 《푸르스트의 이미지》, 1929년, 평론
- 《Karl Kraus》 In: Frankfurter Zeitung. 1931
  - 《칼 크라우스》, 1928년, 작가론
- 《Franz Kafka》 Zur zehnten Wiederkehr seines Todestages. Auszüge in: Jüdische Rundschau. 21. Dezember und 28. Dezember 1934
  - 《프란츠 카프카》, 1934년, 작가론
- 《Das Kunstwerk im Zeitalter seiner technischen Reproduzierbarkeit》 (vier Fassungen 1935-1939). In: Zeitschrift für Sozialforschung. 1936 [franz. Übers.]
  - 《기술복제시대의 예술작품》, 1935년, 에세이
  - 《현대 사회와 예술》문학과 지성사, 1980년
- 《Der Erzähler. Betrachtungen zum Werk Nikolai Lesskows.》 In: Orient und Occident. 1936
  - 《얘기꾼. 나콜라이 레스코프의 작품에 대한 고찰》, 1936년, 평론
- 《Eduard Fuchs, der Sammler und der Historiker.》 In: Zeitschrift für Sozialforschung. 1937
  - 《수집가이자 역사가로서의 에두아르트 푹스》, 1937년, 평론
- 《Über einige Motive bei Baudelaire.》 In: Zeitschrift für Sozialforschung. 1939
  - 《보를레르의 몇가지 모티브에 관하여》
- 《Über den Begriff der Geschichte》 (1940). In: Walter Benjamin zum Gedächtnis. 1942; Die Neue Rundschau. 1950
  - 《역사의 개념에 대하여》, 1942년, 에세이
- 《Das Passagen-Werk》 (1928–1929, 1934–1940), hrsg. von Rolf Tiedemann, 2 Bände, Suhrkamp Frankfurt am Main 1983 [Taschenbuchausgabe]
  - 《아케이드 프로젝트》새물결, 조형준 옮김, 2005년
    - 파리의 원풍경
    - 보들레르의 파리
    - 도시의 산책자
    - 방법으로서의 유토피아
    - 부르주아의 꿈
    - 아케이드 프로젝트의 탄생

- 《Berliner Kindheit um Neunzehnhundert》 (1932–1934/1938). Mit einem Nachwort von Theodor W. Adorno und einem editorischen Postskriptum von Rolf Tiedemann. Fassung letzter Hand und Fragmente aus früheren Fassungen. Suhrkamp, Frankfurt am Main 1987
  - 《베를린의 유년시절》, 솔출판사, 1992년
  - Berliner Kindheit um Neunzehnhundert. Gießener Fassung, hrsg. und mit einem Nachwort von Rolf Tiedemann. Suhrkamp, Frankfurt am Main 2000
  - 《1900년경 베를린의 유년시절 베를린 연대기》, 윤미애 옮김, 길(박우정) 펴냄, 2007년
- 《발터 벤야민의 문예이론》민음사, 반성완 옮김, 1983년
  - 《문예비평과 이론》문예출판사, 1989년

- 벤야민 선집(길 출판사 펴냄)

1. 일방통행로 / 사유이미지 ｜ 김영옥, 윤미애, 최성만 옮김
2. 기술복제시대의 예술작품 / 사진의 작은 역사 외 ｜ 최성만 옮김
3. 1900년경 베를린의 유년시절 / 베를린 연대기 ｜ 윤미애 옮김
4. 보를레르의 작품에 나타난 제2제정기의 파리 / 보를레르의 몇가지 모티브에 관하여 ｜ 김영옥, 황현산 옮김
5. 역사의 개념에 대하여 / 폭력비판을 위하여 / 초현실주의 외 ｜ 최성만 옮김
6. 언어 일반과 인간의 언어에 대하여 / 번역자의 과제 외 ｜ 최성만 옮김
7. 카프카와 현대 ｜ 최성만 옮김
8. 브레히트와 유물론 ｜ 윤미애, 최성만 옮김
9. 서사, 기억, 비평의 자리 ｜ 최성만 옮김
10. 괴테의 친화력 ｜ 최성만 옮김

- 《발터 벤야민 기억의 정치학》길 출판사, 최성만 지음, 2015년
- 《파편과 형세;발터 벤야민의 미학》서강대학교출판부, 최문규 지음, 2012년

## 같이 보기
- 게르숌 숄렘
- 카발라
- 한나 아렌트
- 테오도어 아도르노
- 베르톨트 브레히트
- 레오 스트라우스
- 마르틴 부버
- 조르주 바타유
- 프랑크푸르트 학파
- 카를 슈미트
- 마르틴 하이데거
- 하인리히 리케르트
- 조르조 아감벤